# دانشگاه کشمیر
دانشگاه کشمیر در سمت غربی دریاچه دال در شهر سرینیگر واقع شده است.